# جيل بون
جيل بون هي لاعب هوكي الحقل بلجيكية، ولدت في 13 مارس 1987 في بروكسل في بلجيكا.

## وصلات خارجية
- جيل بون على موقع الاتحاد الدولي للهوكي (الإنجليزية)
- جيل بون على موقع اللجنة الأولمبية الدولية (الإنجليزية)
- جيل بون على موقع أوليمبيديا (الإنجليزية)